# Herb powiatu namysłowskiego

Stary herb powiatu namysłowskiego

Herb powiatu namysłowskiego – jeden z symboli powiatu namysłowskiego, autorstwa Michała Marciniaka-Kożuchowskiego, ustanowiony 25 czerwca 2008.

## Wygląd i symbolika
Herb przedstawia na tarczy w polu złotym czarnego dolnośląskiego orła, ze srebrną półksiężycową przepaską poprzez pierś i skrzydła, ponad czerwoną sześcioramienną gwiazdą. Na piersi orła tarcza sercowa - w polu czerwonym róża srebrna.